# Масиаказавр
Масиаказавр (лат. Masiakasaurus) — род мелких хищных тероподных динозавров из семейства ноазаврид, обитавших во времена позднемеловой эпохи (маастрихтский век) на территории современного Мадагаскара. Типовой и единственный вид — Masiakasaurus knopfleri. В отличие от большинства других теропод, передние зубы масиаказавра были направлены вниз и вперёд, а не вверх. Эта особенность указывает на высокую специализацию в питании (например, на ихтиофагию). Масиаказавр был двуногим животным; его передние конечности гораздо короче задних. Длина взрослой особи масиаказавра оценивается в 2 метра.
Масиаказавр жил одновременно с такими динозаврами как абелизаврид Majungasaurus, сальтазаврид Rapetosaurus и птицеподобным Rahonavis.

## Название
С малагасийского языка слово masiaka переводится как «злобный» или «нечистый»; таким образом, родовое название можно перевести как «злобный ящер». Видовое название knopfleri дано в честь музыканта Марка Нопфлера (англ. Mark Knopfler), чьи музыкальные произведения воодушевляли участников экспедиции, во время которой были обнаружены остатки животного.

## Описание
Масиаказавр был мелким цератозавром, достигавшим длины около 1,8—2 м. Важной отличительной особенностью является гетеродонтия. Первые четыре зуба нижней челюсти направлены вниз и вперёд, причём первый отходит от горизонтальной плоскости всего на 10 градусов. Передние зубы несколько загнуты вовнутрь и сжаты с боков. Режущие кромки слабо зазубрены. Задние зубы также сжаты с боков, но загнуты они слабее и зазубрины на них больше. Передний конец нижней челюсти изогнут вниз, выставляя передние зубы вперёд. Передние зубы верхней челюсти также направлены вперёд, однако не так сильно как в нижней челюсти. Край предчелюстной кости верхней челюсти слегка изогнут.

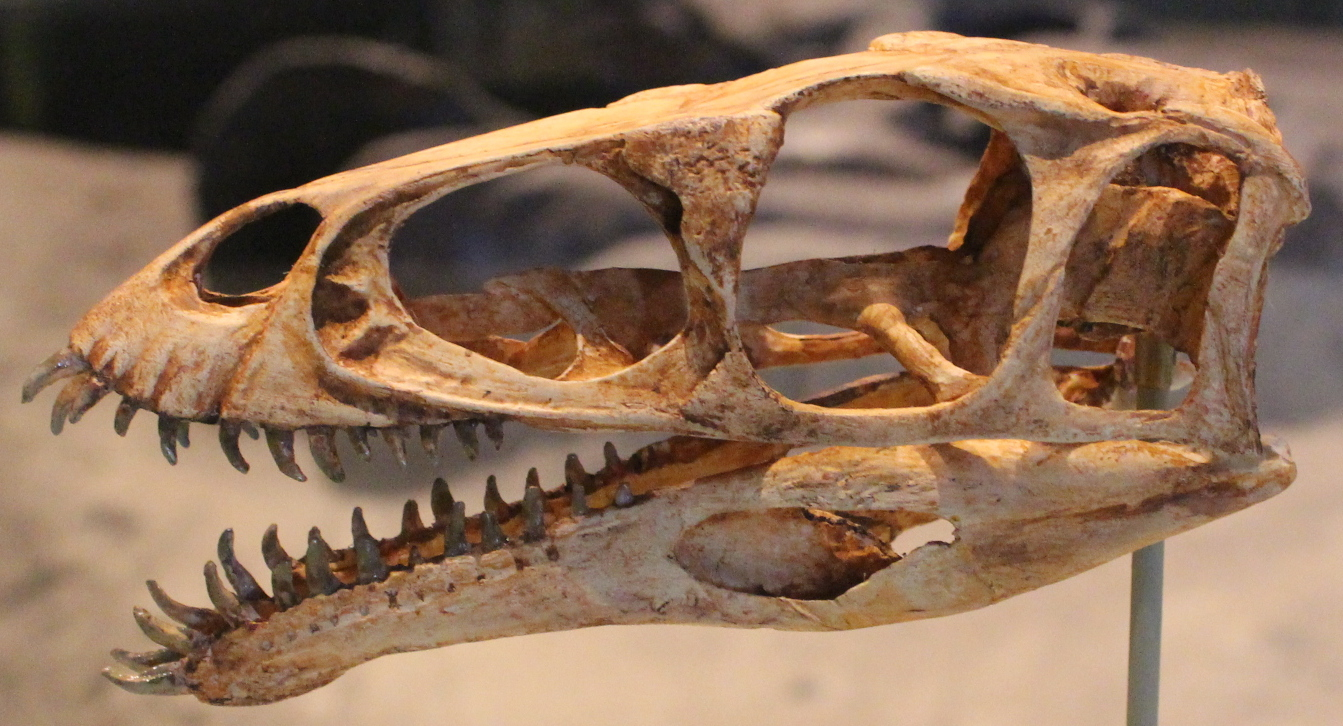
Слепок черепа (включает реконструированные кости), Филдовский музей естественной истории

В отличие от коротких и высоких черепов абелизаврид, череп масиаказавра длинный и низкий. Слёзная и посторбитальная кости покрыты множеством мелких выступов. Не учитывая необычной анатомии челюстей, череп масиаказавра несёт многие особенности, характерные для цератозавров. В целом его морфология занимает промежуточную позиции между абелизаврами и более базальными цератозаврами.
Шея относительно узкая, шейные рёбра массивные. В отличие от S-образного положения шеи у других теропод, шея масиаказавра была довольно жёсткой из-за крупных шейных рёбер. Задняя часть этого участка тела располагается почти горизонтально. Как и у других абелизавров, позвонки сильно пневматизированы, остистые отростки короткие. Однако, обильная пневматизация ограничена лишь задними позвонками. Пневматические полости также присутствуют во внутренней части черепной коробки.
Скапулокоракоид большой и широкий. В отличие от рудиментарных лап абелизавров, передние конечности масиаказавра и других ноазаврид развиты относительно хорошо. Плечевая кость тонкая, кости кисти небольшие. Родственный род Noasaurus обладал крупным когтем, первоначально интерпретированным в качестве серповидного когтя на задних конечностях, подобному аналогичному анатомическому приспособлению у дейнонихозавров, однако после более тщательного исследования был перемещён на один из пальцев кисти. Передние конечности имели по три пальца с толстыми и тупыми когтями.

## История изучения

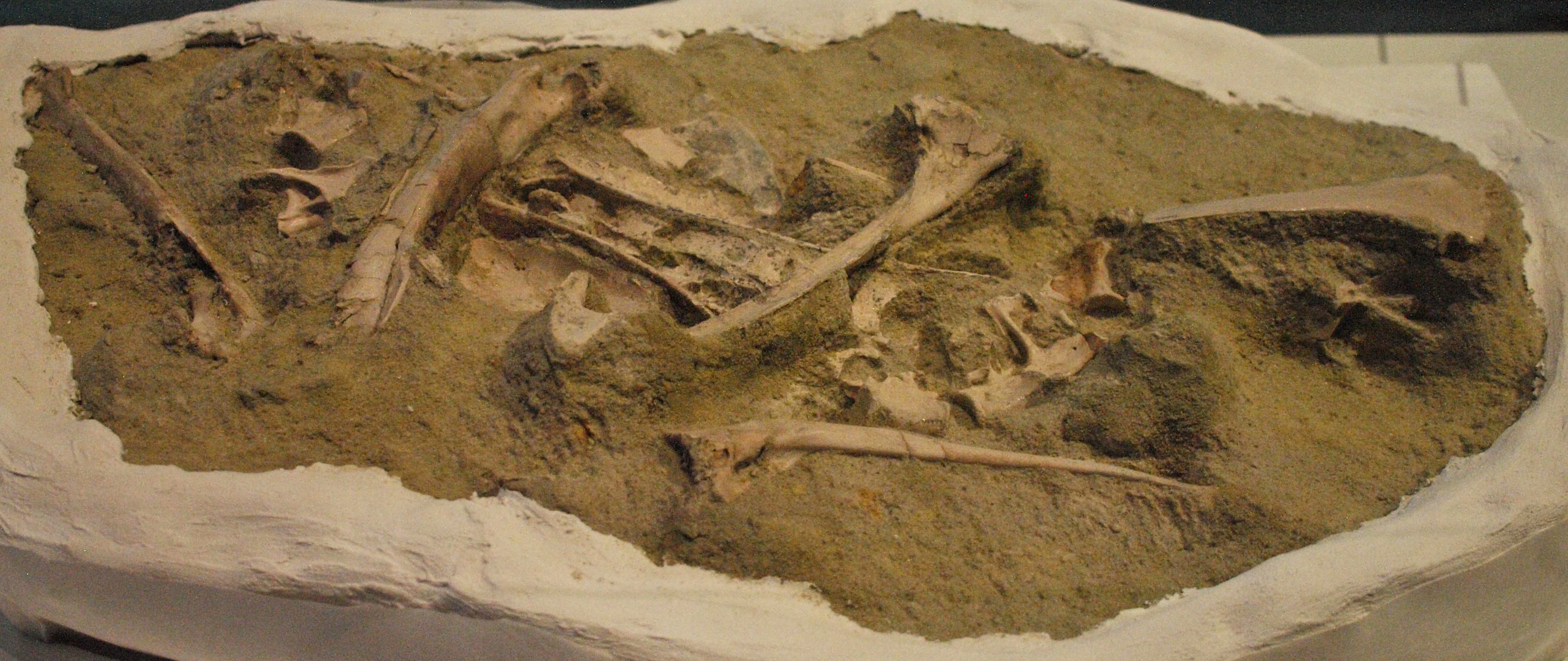
Образец FMNH PR 2481

Остатки масиаказавра были обнаружены в формации Маеварано (Maevarano), на северо-западе Мадагаскара и были описаны в журнале Nature в 2001 году на основании фрагментарного материала, составляющего порядка 40 % от скелета. Были обнаружены несколько частей черепа, включая необычные зубы, плечевая и лобковая кости, задние конечности и несколько позвонков.
В 2011 году были описаны дополнительные экземпляры: черепная коробка, части челюстей, лицевые кости, грудная клетка, части передних конечностей и плечевой пояс, а также большая часть шейных и несколько спинных позвонков. Новые находки прояснили многие аспекты анатомии Noasauridae и сделали род самым хорошо изученным представителем своего семейства. Тем не менее, новые находки не проясняют эволюционные связи с другими цератозаврами. После открытия нового образца скелет стал известен на 65 %.

## Систематика

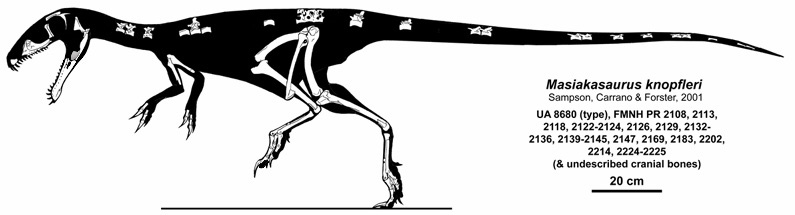
Реконструкция скелета масиаказавра с известными скелетными элементами

В первом описании 2001 года масиаказавр был помещён в надсемейство Abelisauroidea вместе с Laevisuchus и Noasaurus — двумя плохо известными родами, описанными в 1933 (Laevisuchus) и 1980 (Noasaurus) годах. В 2002 году Мэттью Каррано и др. разместили род вместе с Laevisuchus и Noasaurus в отдельном семействе Noasauridae. Также был проведён кладистический анализ всего надсемейства Abelisauroidea, включая семейство ноазаврид и самого масиаказавра. Ниже приведена кладограмма по обновлённой версии кладистического анализа от Каррано и его коллег (2002):

|  | Limusaurus                                                  |
|  |                                                             |
|  | \| \| CCG 20011 \| \| \| \| \| \| Elaphrosaurus \| \| \| \| |
|  |                                                             |
|  | CCG 20011                                                   |
|  |                                                             |
|  | Elaphrosaurus                                               |
|  |                                                             |

|  | CCG 20011     |
|  |               |
|  | Elaphrosaurus |
|  |               |

|  | Velocisaurus  |
|  |               |
|  | Noasaurus     |
|  |               |
|  | Masiakasaurus |
|  |               |

|  | Limusaurus                                                  |
|  |                                                             |
|  | \| \| CCG 20011 \| \| \| \| \| \| Elaphrosaurus \| \| \| \| |
|  |                                                             |
|  | CCG 20011                                                   |
|  |                                                             |
|  | Elaphrosaurus                                               |
|  |                                                             |

|  | CCG 20011     |
|  |               |
|  | Elaphrosaurus |
|  |               |

|  | Velocisaurus  |
|  |               |
|  | Noasaurus     |
|  |               |
|  | Masiakasaurus |
|  |               |

|  | Limusaurus                                                  |
|  |                                                             |
|  | \| \| CCG 20011 \| \| \| \| \| \| Elaphrosaurus \| \| \| \| |
|  |                                                             |
|  | CCG 20011                                                   |
|  |                                                             |
|  | Elaphrosaurus                                               |
|  |                                                             |

|  | CCG 20011     |
|  |               |
|  | Elaphrosaurus |
|  |               |

|  | Velocisaurus  |
|  |               |
|  | Noasaurus     |
|  |               |
|  | Masiakasaurus |
|  |               |

|  | Limusaurus                                                  |
|  |                                                             |
|  | \| \| CCG 20011 \| \| \| \| \| \| Elaphrosaurus \| \| \| \| |
|  |                                                             |
|  | CCG 20011                                                   |
|  |                                                             |
|  | Elaphrosaurus                                               |
|  |                                                             |

|  | CCG 20011     |
|  |               |
|  | Elaphrosaurus |
|  |               |

|  | Velocisaurus  |
|  |               |
|  | Noasaurus     |
|  |               |
|  | Masiakasaurus |
|  |               |

|  | Limusaurus                                                  |
|  |                                                             |
|  | \| \| CCG 20011 \| \| \| \| \| \| Elaphrosaurus \| \| \| \| |
|  |                                                             |
|  | CCG 20011                                                   |
|  |                                                             |
|  | Elaphrosaurus                                               |
|  |                                                             |

|  | CCG 20011     |
|  |               |
|  | Elaphrosaurus |
|  |               |

|  | Velocisaurus  |
|  |               |
|  | Noasaurus     |
|  |               |
|  | Masiakasaurus |
|  |               |

|  | Limusaurus                                                  |
|  |                                                             |
|  | \| \| CCG 20011 \| \| \| \| \| \| Elaphrosaurus \| \| \| \| |
|  |                                                             |
|  | CCG 20011                                                   |
|  |                                                             |
|  | Elaphrosaurus                                               |
|  |                                                             |

|  | CCG 20011     |
|  |               |
|  | Elaphrosaurus |
|  |               |

|  | Velocisaurus  |
|  |               |
|  | Noasaurus     |
|  |               |
|  | Masiakasaurus |
|  |               |

|  | Limusaurus                                                  |
|  |                                                             |
|  | \| \| CCG 20011 \| \| \| \| \| \| Elaphrosaurus \| \| \| \| |
|  |                                                             |
|  | CCG 20011                                                   |
|  |                                                             |
|  | Elaphrosaurus                                               |
|  |                                                             |

|  | CCG 20011     |
|  |               |
|  | Elaphrosaurus |
|  |               |

|  | Velocisaurus  |
|  |               |
|  | Noasaurus     |
|  |               |
|  | Masiakasaurus |
|  |               |

|  | Limusaurus                                                  |
|  |                                                             |
|  | \| \| CCG 20011 \| \| \| \| \| \| Elaphrosaurus \| \| \| \| |
|  |                                                             |
|  | CCG 20011                                                   |
|  |                                                             |
|  | Elaphrosaurus                                               |
|  |                                                             |

|  | CCG 20011     |
|  |               |
|  | Elaphrosaurus |
|  |               |

|  | Velocisaurus  |
|  |               |
|  | Noasaurus     |
|  |               |
|  | Masiakasaurus |
|  |               |

## Палеобиология

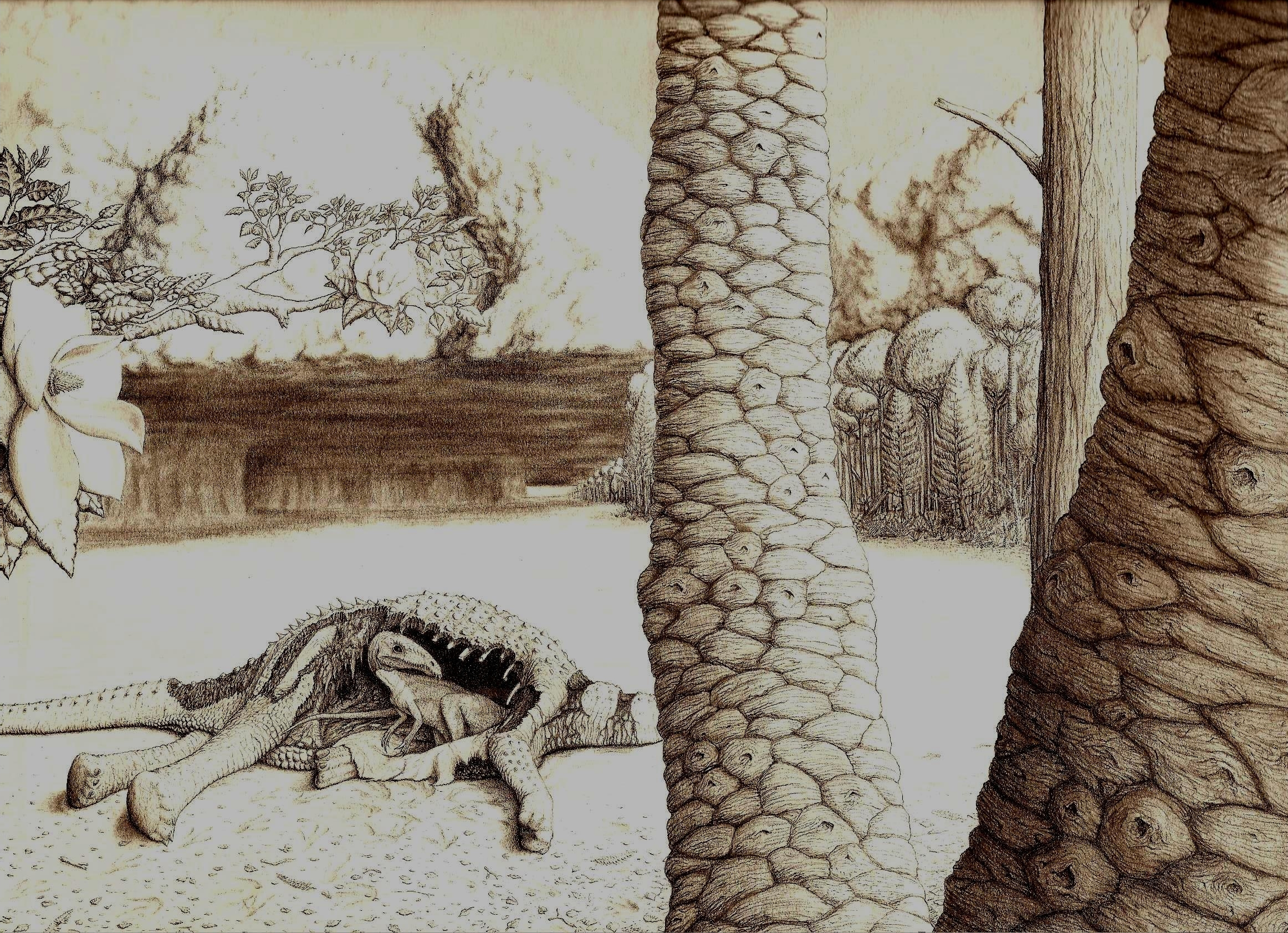
Masiakasaurus поедает труп Rapetosaurus

Каррано и др. (2002) выделяют две формы рода: массивную и грацильную. К массивной форме относят особей, чьи кости более крепкие и прочные, а выступы для крепления мышц и сухожилий более выражены. К грацильной форме относят особей с более тонкими костями и менее выраженными местами креплений мышц и сухожилий. Также малоберцовая и большеберцовая кости грацильной формы не срощены. Данные разновидности могут быть примером полового диморфизма или являться различными популяциями. 
Один из образцов содержит несколько отверстий на правом скапулокоракоиде. Данные повреждения могут быть следом укуса, нанесённого более крупным хищником, например абелизавридом Majungasaurus или признаком инфекции, поразившей кость. 

### Питание

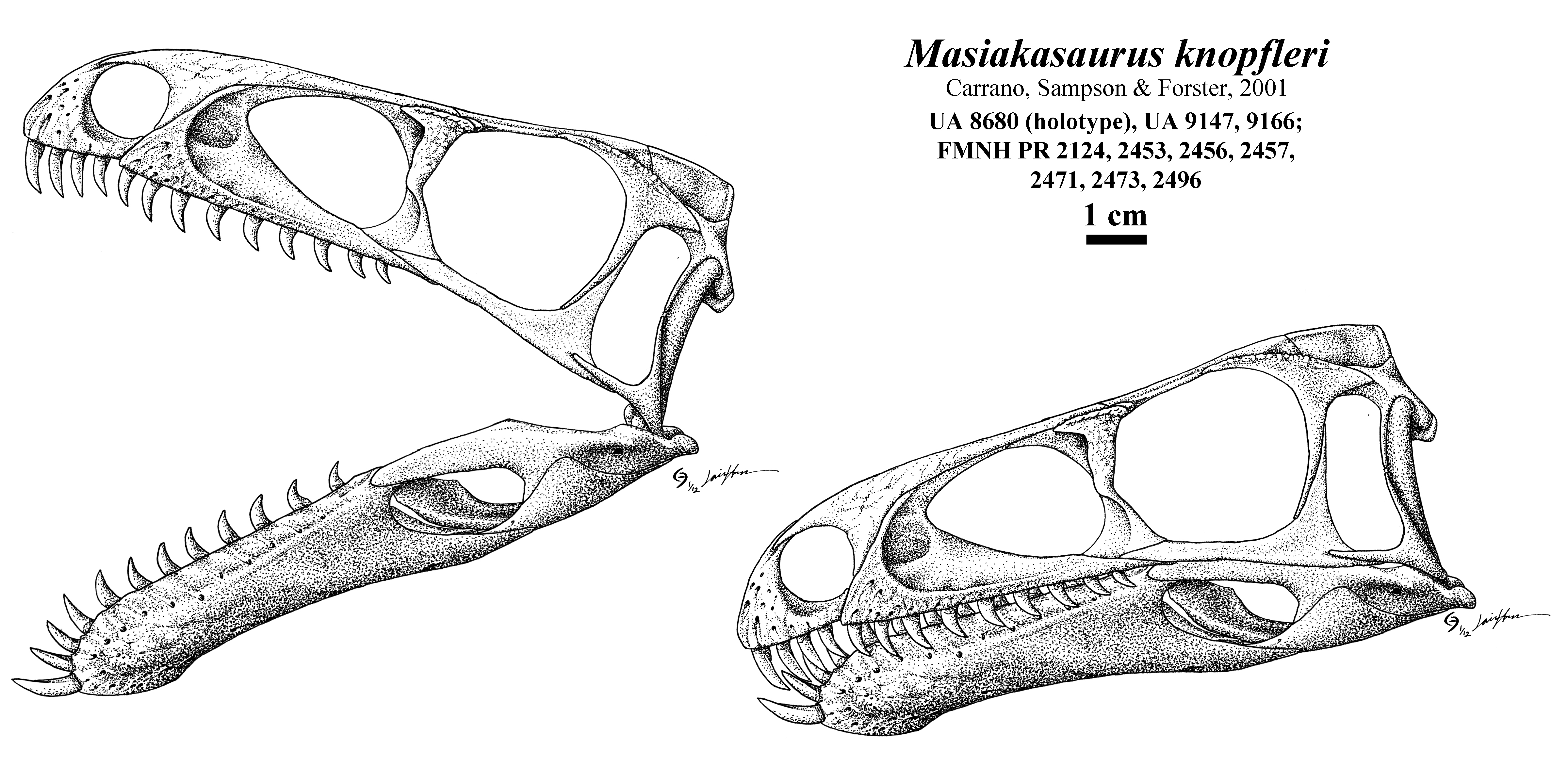
Реконструкция черепа

Необычные передние зубы, вероятно, были приспособлены для захвата небольшой добычи, а не для разрывания крупной жертвы на части. В передней части челюсти режущие кромки есть только у основания зуба. Задние зубы являются типичными для большинства теропод; они служили для разрезания пищи.
Из-за необычного строения зубов был выдвинут ряд гипотез, объяснявших их функцию. Так, например, ряд учёных предполагал питание мелкими позвоночными, беспозвоночными или даже плодами растений.

### Размеры

В сравнении с человеком

В 2013 году Ли (Lee) и О'Коннор (O'Connor) указали на то, что масиаказавр является хорошей моделью для оценки размера других динозавров-теропод, так как существует очень большое количество ископаемого материала для изучения онтогенетических стадий развития животного. Исследования показали, что масиаказавр достигал половой зрелости при относительно небольших размерах тела. По другой гипотезе все образцы являются неполовозрелыми особями своего вида. Предположительно, животному потребовалось бы от 8 до 10 лет для того, чтобы достичь размера крупной собаки. Это указывает на весьма медленные темпы роста: масиаказавр рос на 40 % медленнее сопоставимых по размерам, но более лёгких теропод, что может быть связано с высоким содержанием кальция в кости и параллельно лежащими волокнами костной ткани, снижающими скорость взросления. Однако, масиаказавр рос на 40 % быстрее, чем современные крокодилы. Ли и О'Коннор предположили, что столь медленные темпы роста были связаны с обитанием в засушливой местности с небольшим количеством пищи. В таком случае, постепенное взросление помогало молодым особям переживать сезонные климатические колебания.